# Keeper
Keeper es una aplicación de gestión de contraseñas y la cartera digital creada por Keeper Security que almacena contraseñas de páginas web de tiendas, información financiera y otros documentos mediante un cifrado AES de 256 bit, arquitectura de conocimiento cero y autentificación de dos factores.
En 2018, Keeper fue nombrada «Mejor gestor de contraseñas» por PC Mag y fue nominada a la elección de editores con una puntuación excelente. Keeper fue catalogado como «Mejor aplicación de seguridad» por Tom's Guide.

## Características
En Keeper se pueden sincronizar archivos y contraseñas, con copias de seguridad en la nube, un cifrado AES de 256 bit derivado de la contraseña maestra del usuario, usando PBKDF2.  Cada registro en la cartera privada del usuario está cifrado y se almacena con una clave única.  Keeper también soluciona el problema de fatiga de contraseña, autorrellenando los campos de inicio de sesión y contraseñas con información almacenada. Se pueden compartir contraseñas entre usuarios de Keeper mediante el cifrado RSA de 2048 bit.
Una característica llamada «Keeper ADN» proporciona una autenticación de múltiples factores entre dispositivos, como un smartwatch, para verificar la identidad de un usuario al iniciar sesión.
BreachWatch es una característica que controla que no se roben contraseñas y notifica al usuario dentro de su perfil.
KeeperChat, es una plataforma de mensajería segura publicada en marzo de 2018, con cifrado de mensajes, autodestrucción, retracción y autentificación de dos factores.
Keeper es gratis para almacenar contraseñas en un dispositivo y hay disponible una suscripción anual opcional con sincronización entre dispositivos.
Keeper va preinstalado en los dispositivos Orange Dive 70, teléfonos Samsung, América Móvil y la mayoría de teléfonos Android.  En enero de 2015, Keeper tuve más de 9 millones de usuarios registrados y funcionaba con más 3 000 compañías.  Keeper está disponible para descargar en Android, iOS, Windows, Mac, Windows Phone, Linux, Kindle y Recoveco, además está disponible como extensión de navegador para IE, Chrome, Firefox, Safari y Ópera. Keeper también está en Microsoft Edge.

## Historia
Keeper Security se fundó en 2009 por Darren Guccione y Craig Lurey en un viaje de negocios a China.  El 15 de mayo de 2019 la empres tenía 145 empleados en Chicago, California del Norte, Cork e Irlanda.